# Comodo Time Machine
COMODO Time Machine — программа для отката системы, которая позволяет пользователю быстро вернуть компьютер к предыдущему моменту времени. Снимок системы Comodo Time Machine представляет собой полную копию системы, включая системные файлы, реестр и пользовательские данные.

## Возможности программы
- Создание снимков системы по расписанию.
- Восстановление системы при невозможности загрузки ОС.
- Быстрый полный откат системы (включая данные пользователя).
- Восстановление пользовательских файлов из снимков системы.
- Откат и создание снимков из загрузочной консоли.
- Монтирование снимков системы как отдельных разделов.
- Переключение между снимками системы.
- Работа через командную строку.

## Системные требования
Операционная система: Windows 7 / Vista / XP SP2 / Server 2003 / Server 2008 (кроме Server 2008 Core)
Оперативная память: 128 MB RAM
Свободное пространство на жёстком диске: 4 GB (минимум) / 10 GB (рекомендуется)